# Třída S 178
Třída S 178 byla třída torpédoborců německé Kaiserliche Marine z období první světové války. Celkem byla plánována stavba 21 jednotek této třídy. Část jich byla rozestavěna, ale realizaci programu zabránil konec světové války. Dokončen nebyl ani jeden.

## Stavba
Celkem byla plánována stavba 21 torpédoborců této třídy. Patřily do programu pro rok 1917. Konstrukčně navazovaly na třídu V 170. Roku 1918 byly v loděnici Schichau-Werke v Elbingu založeny kýly prvních osmi jednotek. Do konce války nebyl dokončen ani jeden. S 178 a S 179 byly dostavěny v upravené podobě jako plachetnice. Torpédoborce S 180 až S 185 byly sešrotovány a stavba ostatních byla zrušena před založením kýlu.

## Konstrukce
Hlavní výzbroj představovaly čtyři 105mm/42 kanóny Utof L/45 C/16 a šest 500mm torpédometů se zásobou osmi torpéd. Neseny byla dva jednohlavňové a dva dvojité torpédomety. Dále bylo neseno až čtyřicet námořních min. Pohonný systém tvořily tři kotle Marine a dvě sady převodových turbín Schichau o výkonu 34 000 hp. Nejvyšší rychlost dosahovala 35 uzlů. Neseno bylo 345 tun topného oleje. Dosah byl 2000 námořních mil při rychlosti dvacet uzlů.